# Sidney Fox
Sidney Fox właśc. Sidney Leiffer (ur. 10 października 1911, zm. 15 listopada 1942) – amerykańska aktorka filmowa i sceniczna.

## Biografia[1]
Sidney Fox urodziła się jako Sidney Leiffer w 1911 roku w Nowym Jorku, w rodzinie żydowskiej. Jej rodzice byli dość zamożni, ale w październiku 1929 roku stracili znaczną część majątku po krachu na giełdzie. Młoda Sidney pracowała jako krawcowa oraz jako „manekin” (modelka) w sklepie na Piątej Alei. Rozważała studia prawnicze, ostatecznie zainteresowała się aktorstwem. Początkowo występowała w niezależnej grupie teatralnej. W 1929 roku zadebiutowała na Broadwayu, gdzie została zauważona przez przedstawiciela Universal Pictures. Jako aktorka filmowa zadebiutowała w 1931 roku w filmie Zła siostra (The Bad Sister). W 1931 roku uznana ja za jedną „WAMPAS Baby Stars”.
Głośnymi filmami z jej udziałem były Six Cylinder Love (1931), Strictly Dishonorable (1931) oraz Zabójstwa przy Rue Morgue (Murders in the Rue Morgue, 1932). Późniejsze jej filmy nie były już tak udane.
W grudniu 1932 roku poślubiła Charlesa Beahana. Małżeństwo było bardzo burzliwe.
Pod koniec życia aktorka zmagała się z postępującą depresją. 15 listopada 1942 roku Sidney Fox została znaleziona martwa w swojej sypialni przez męża. Przyczyną śmierci było spożycie dużej ilości tabletek nasennych. Jej śmierć oficjalnie uznano za wypadek. Aktorka została pochowana w Mt. Liban Cmentarz w Queens w Nowym Jorku.

## Filmografia[2]
- 1934: Midnight jako Stella Weldon
- 1934: Down to Their Last Yacht jako Linda Colt-Stratton
- 1934: Szkoła dla dziewcząt (School for Girls) jako Annette Edlridge
- 1933: 365 żon króla Pausola (Die Abenteuer des Königs Pausole) jako Diana
- 1932: Zabójstwa przy Rue Morgue (Murders in the Rue Morgue) jako panna Camille L'Espanaye
- 1932: Afraid to Talk jako Peggy Martin
- 1932: The Mouthpiece jako Celia Farraday
- 1931: Six Cylinder Love jako Marilyn Sterling
- 1931: Strictly Dishonorable jako Isabelle Perry
- 1931: Zła siostra (The Bad Sister) jako Marianne Madison